# Соццаго
Соццаго, Соццаґо (італ. Sozzago, п'єм. Sosach) — муніципалітет в Італії, у регіоні П'ємонт,  провінція Новара.
Соццаго розташоване на відстані близько 500 км на північний захід від Рима, 90 км на північний схід від Турина, 10 км на південний схід від Новари.
Населення — 1086 осіб (2014).
Щорічний фестиваль відбувається другої неділі липня. Покровитель — San Silvano.

## Демографія
Населення за роками:

Станом на 1 січня 2023 року в муніципалітеті офіційно проживали 64 іноземці з 14 країн, серед них 19 громадян країн Євросоюзу та 1 громадянин України.

## Сусідні муніципалітети
- Кассольново
- Черано
- Гарбанья-Новарезе
- Тердобб'яте
- Трекате